# New Haven River
Der New Haven River ist ein Fluss im Addison County, Vermont, Vereinigte Staaten auf der Westseite der Green Mountains.

## Geographie

### Verlauf
Der Fluss entspringt auf dem Gebiet der Gemeinde Lincoln am Osthang des Bread Loaf Mountain, fließt einige Kilometer nordwärts in ein besiedeltes Tal und wird dabei zum Vorfluter einiger anderer Wasserläufe, die dem Massiv des Bread Loaf Mountain entspringen. Nach etwa acht Kilometern durchfließt er die Ortschaft South Lincoln, wendet sich nach ungefähr 12 Kilometern in Richtung Nordwest, um nach rund 22 Kilometern den Ort Bristol zu erreichen. Hier tritt er aus den Ausläufern der Green Mountains in die Ebene rund um den Lake Champlain und wendet sich dabei nach Süden, nach weiteren drei Kilometern nach Südwesten und nimmt dabei zahlreiche Zuflüsse auf, die den östlich gelegenen Bergen entspringen. In diesem Bereich durchfließt der New Haven River intensiv landwirtschaftlich genutzte Gebiete, die zur Town New Haven gehören, nach der er auch benannt ist. Nach einer Lauflänge von etwa 38 Kilometern mündet der Fluss circa fünf Kilometer nördlich und flussabwärts von Middlebury rechtsseitig in den Otter Creek.
Der Fluss ist ungeregelt und weitgehend naturbelassen. Daher sucht er sich bei starken Regenfällen gelegentlich ein neues Bett. Da die Umgebung des Flusses in weiten Bereichen besiedelt wurde, sind Sachschäden bei solchen Gelegenheiten häufig.

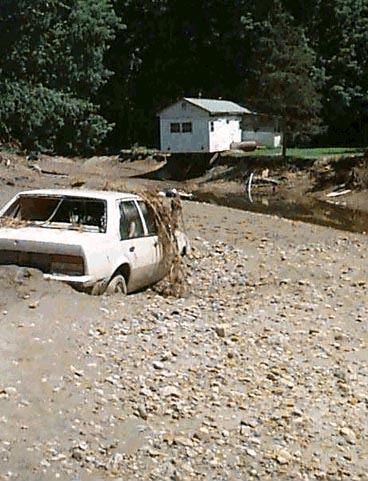
Neues Flussbett durch den Palmer Trailer Court nach der Überflutung vom 27. Juni 1998

Trotz der großflächigen landwirtschaftlichen Nutzung der Flächen in seinem Einzugsgebiet ist die Wasserqualität des Flusses so hoch, dass sich die Sportfischerei in ihm lohnt. Besonders im Oberlauf des New Haven River und seinen Zuflüssen wird geangelt; aber auch bis in den Mündungsbereich hinein werden Angelplätze angeboten, die häufig direkt an der Straße liegen und oft sogar eigene Parkmöglichkeiten bieten. Der Fluss ist durch seinen Wildwasser-Charakter mit kleineren Wasserfällen und Stromschnellen bis in den Mündungsbereich hinein mit Forellen und anderen Wildwasserfischen besetzt. Dadurch stellt der Fluss auch einen touristischen Anziehungspunkt für die anliegenden Towns dar.